# Hardwired… to Self-Destruct
A Hardwired… to Self-Destruct a Metallica tizedik, egyben dupla stúdióalbuma, amely 2016. november 18-án jelent meg, nyolc évvel a legutóbbi Death Magnetic (2008) című nagylemez után. Ez máig a leghosszabb szünet két stúdióalbumuk között. Félévvel a megjelenése után az album elérte az egymillió eladott példányt az Egyesült Államokban, és ezzel platinalemez lett.

## Az album dalai

### Első lemez
| 1.    | Hardwired           | James Hetfield Lars Ulrich | 3:09 |
| 2.    | Atlas, Rise!        | Hetfield Ulrich            | 6:31 |
| 3.    | Now That We're Dead | Hetfield Ulrich            | 6:59 |
| 4.    | Moth Into Flame     | Hetfield Ulrich            | 5:50 |
| 5.    | Dream No More       | Hetfield Ulrich            | 6:29 |
| 6.    | Halo on Fire        | Hetfield Ulrich            | 8:15 |
| 37:13 |                     |                            |      |

### Második lemez
| 1.    | Confusion          | Hetfield Ulrich                 | 6:41 |
| 2.    | ManUNkind          | Hetfield Ulrich Robert Trujillo | 6:55 |
| 3.    | Here Comes Revenge | Hetfield Ulrich                 | 7:17 |
| 4.    | Am I Savage?       | Hetfield Ulrich                 | 6:29 |
| 5.    | Murder One         | Hetfield Ulrich                 | 5:45 |
| 6.    | Spit Out the Bone  | Hetfield Ulrich                 | 7:09 |
| 40:16 |                    |                                 |      |

### Bónusz lemez (deluxe kiadás)
A bónusz lemez csak a Hardwired... to Self-Destruct deluxe kiadása mellé jár. Az 5–13. számok felvétele 2016. április 16-án készült a Lemezboltok Napja alkalmából tartott fellépésen a Rasputin Music zeneáruházban, Berkeley-ben, Kaliforniában. A 14. szám felvétele 2016. augusztus 20-án készült a U.S. Bank Stadiumban adott koncerten Minneapolisban.
| 1.    | Lords of Summer | Hetfield Ulrich Trujillo                                     | 7:10                             |
| 2.    | Ronnie Rising Medley: - "A Light in the Black" (Rainbow-feldolgozás) - "Tarot Woman" (Rainbow-feldolgozás) - "Stargazer" (Rainbow-feldolgozás) - "Kill the King" (Rainbow-feldolgozás) | Ronnie James Dio Ritchie Blackmore Cozy Powell               | 9:03 - 0:35 - 2:13 - 1:34 - 4:41 |
| 3.    | When a Blind Man Cries (Deep Purple-feldolgozás) | Ritchie Blackmore Ian Gillan Roger Glover Jon Lord Ian Paice | 4:35                             |
| 4.    | Remember Tomorrow (Iron Maiden-feldolgozás) | Steve Harris Paul Di’Anno                                    | 5:50                             |
| 5.    | Helpless (Diamond Head-feldolgozás, live) | Sean Harris Brian Tatler                                     | 3:08                             |
| 6.    | Hit the Lights (live) | Hetfield Ulrich                                              | 4:06                             |
| 7.    | The Four Horsemen (live) | Hetfield Ulrich Dave Mustaine                                | 5:19                             |
| 8.    | Ride the Lightning (live) | Hetfield Ulrich Mustaine Cliff Burton                        | 6:56                             |
| 9.    | Fade to Black (live) | Hetfield Ulrich Burton Kirk Hammett                          | 7:24                             |
| 10.   | Jump in the Fire (live) | Hetfield Ulrich Mustaine                                     | 5:13                             |
| 11.   | For Whom the Bell Tolls (live) | Hetfield Ulrich Burton                                       | 4:32                             |
| 12.   | Creeping Death (live) | Hetfield Ulrich Burton Hammett                               | 6:43                             |
| 13.   | Metal Militia (live) | Hetfield Ulrich Mustaine                                     | 6:07                             |
| 14.   | Hardwired (live) | Hetfield Ulrich                                              | 3:30                             |
| 79:37 | |                                                              |                                  |

## Listás helyezések
| Albumlisták (2016)                            | Legjobb helyezés |
| --------------------------------------------- | ---------------- |
| Ausztrália (ARIA Top 50 Albums)               | 1                |
| Belgium (Ultratop Flandria)                   | 1                |
| Belgium (Ultratop Vallónia)                   | 1                |
| Egyesült Királyság (UK Albums Chart)          | 2                |
| Egyesült Királyság (Scottish Albums)          | 2                |
| Finnország (Musiikkituottajat Albumit Top 50) | 1                |
| Hollandia (Dutch Charts Album Top 100)        | 1                |
| Írország (IRMA)                               | 1                |
| Japán (Oricon)                                | 5                |
| Magyarország (MAHASZ Top 40 albumlista)       | 2                |
| Németország (Offizielle Top 100)              | 1                |
| Norvégia (VG-lista Album Top 40)              | 1                |
| Olaszország (FIMI Album Top 20)               | 4                |
| Svájc (Schweizer Hitparade Top 100 Albums)    | 1                |
| Svédország (Sverigetopplistan Top 60 Albums)  | 1                |
| Új-Zéland (Recorded Music NZ Top 40 Albums)   | 1                |
| USA Billboard 200                             | 1                |
| USA Independent Albums (Billboard)            | 1                |
| USA Top Hard Rock Albums (Billboard)          | 1                |

## Közreműködők
| Metallica - James Hetfield – ének, gitár - Lars Ulrich – dobok - Kirk Hammett – gitár, háttérvokál - Robert Trujillo - basszusgitár, háttérvokál | Produkció - Greg Fidelman – producer, hangmérnök |